# Nouvelles générations du Parti populaire
Les Nouvelles générations du Parti populaire (en espagnol : Nuevas Generaciones del Partido Popular, NNGG) est le mouvement de jeunesse du Parti populaire (PP).

## Identité visuelle

Logo de 1989 à 2006.
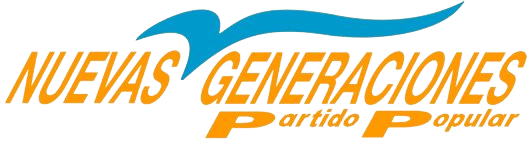
Logo de 2006 à 2008.
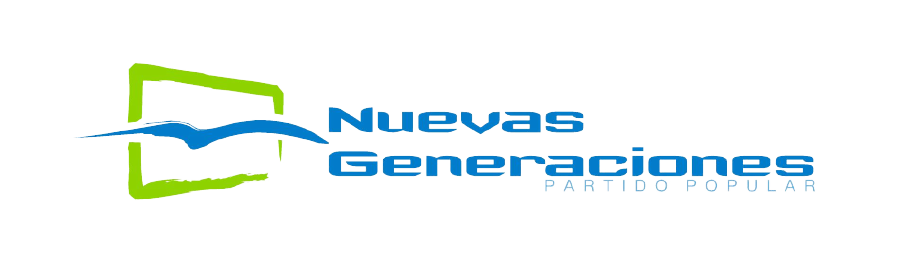
Logo de 2008 à 2017.
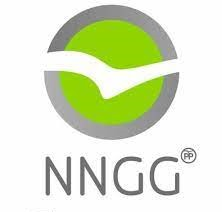
Logo de 2017 à 2019.
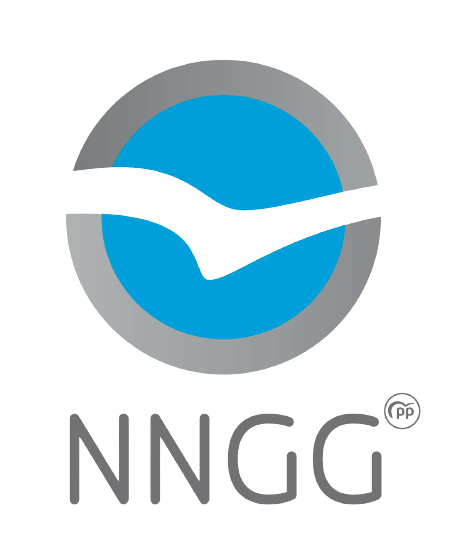
Logo de 2019 à 2022.
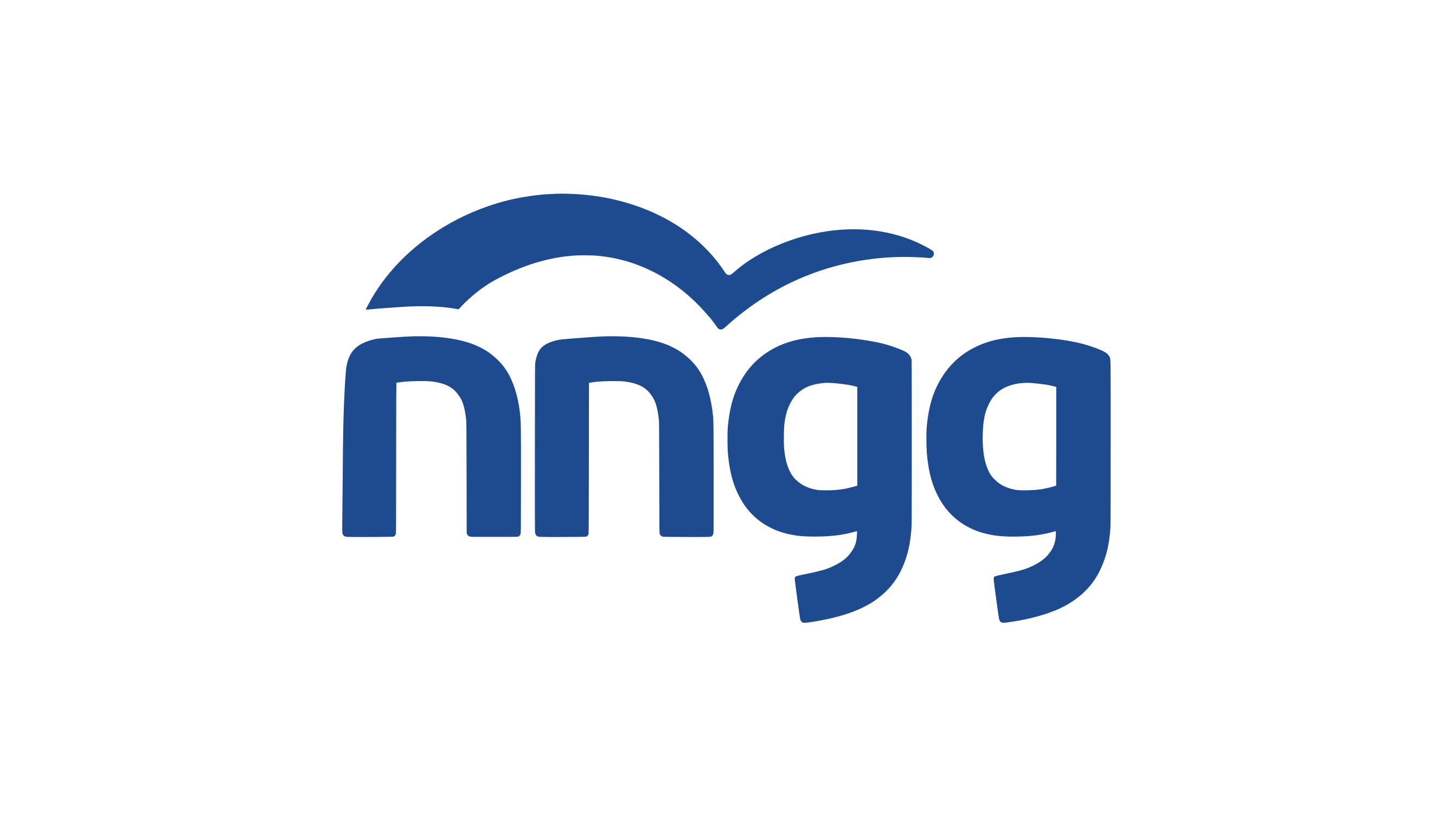
Logo depuis 2022.